# 皮洛遗址
皮洛遗址是位于中国四川省甘孜藏族自治州稻城的一处旧石器遗址。

## 发掘历史
2019年，四川省文物考古研究院在川西高原开展旧石器时代考古专项调查工作，发现稻城县皮洛遗址。
2021年4月，四川省文物考古研究院联合北京大学考古文博学院对皮洛遗址进行正式发掘。
9月27日，中国国家文物局举行“考古中国”重大项目进展工作会，宣布在四川稻城发现皮洛遗址，面积约100万平方米，年代至少在距今13万年以上。出土了包括手斧、手镐、薄刃斧等6000余件石器，展示出“砾石石器组合-阿舍利技术体系-石片石器体系”的旧石器时代文化发展过程。